# 因纽特人
因纽特人（羅馬化：Inuit），又譯因努伊特人，是美洲原住民之一，分布於北極圈周圍，包括格陵兰與阿拉斯加，和加拿大的努纳武特地区、西北地區、育空地區、魁北克等地，说因纽特语。因纽特人屬於爱斯基摩人的一支（其餘為尤皮克人，并与阿留申人有亲缘关系），不過他们中的很多人并不喜欢愛斯基摩人这个称呼，因为尽管這個詞的詞源有多种理论，如「繫雪鞋的人」或「說不同語言的人」，但该词仍被不少人认为是北美印第安人阿尔衮琴部對他們的稱謂，意思是“吃生肉的人”，帶有貶義。不管怎样，他們自稱為“因紐特”，於因纽特语中的意思為“人”，故外界也经常使用此稱呼以尊重其文化精神。格陵兰的因纽特人也称为格陵兰人。

## 简介

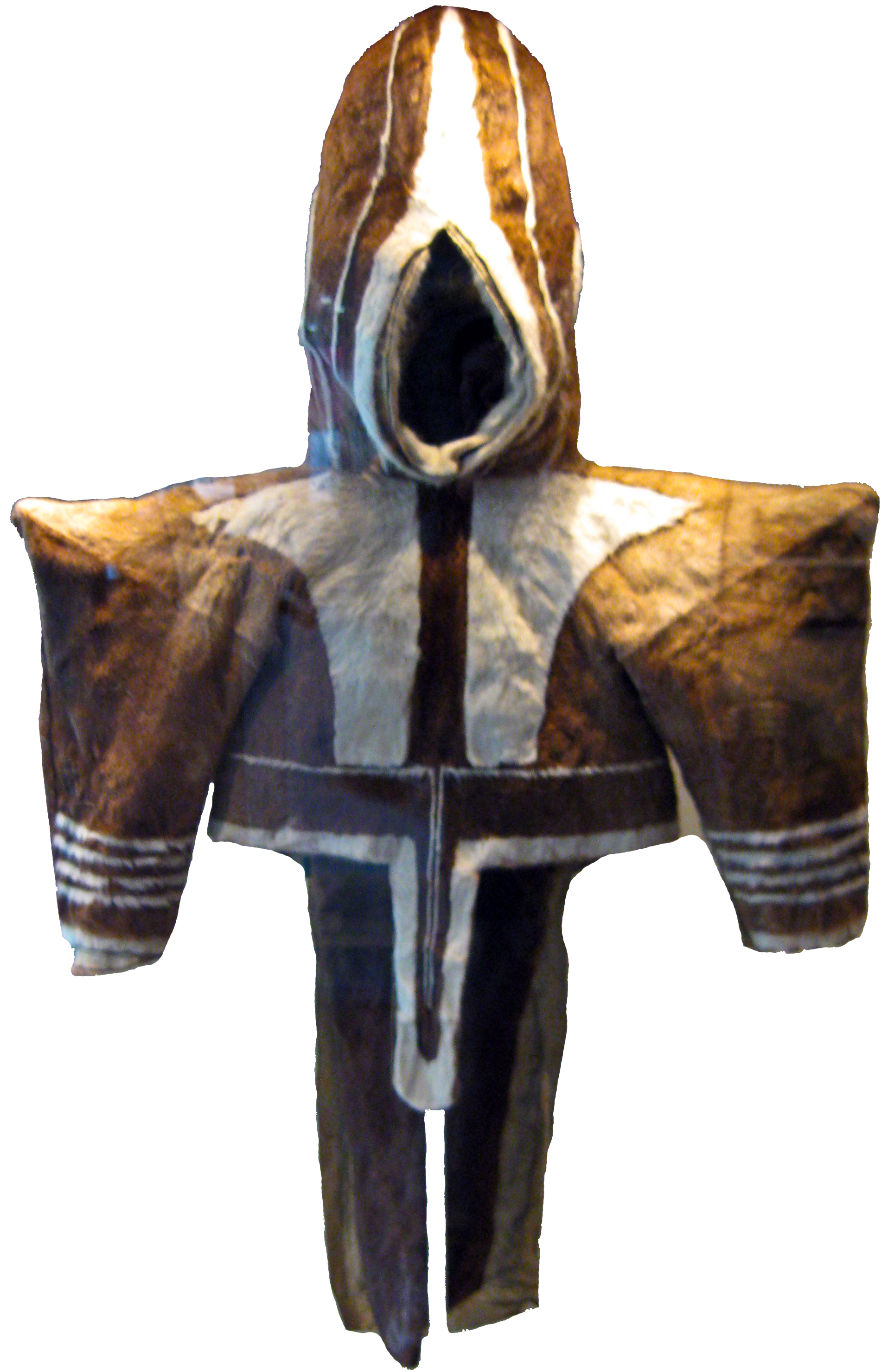
因纽特民族服饰

因纽特人在公元前10000年左右越过白令海峡到达美洲。之后征服了先於他们到达美洲的图尼特人（两者属于同一民族）。约公元1300年（距今700年前），因纽特人从阿拉斯加向东迁徙，灭绝了古爱斯基摩人（如多尔塞特文化等），并在西格陵兰建立了定居点。十五至十六世纪，图尼特人因被南部的印第安部落压迫而北迁，完全灭绝。在维京人登陆格陵兰并向东探索之后，他们与欧洲人有了第一次接触。当时被称为skrælingjar（词源来自古挪威语与现在的冰岛语，意为穿皮草的人）。

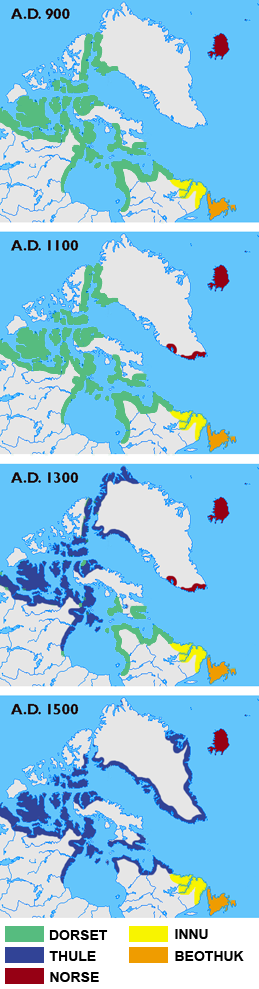
因纽特人各时期分布情况，紅色是諾爾斯人不是因紐特人

加拿大北部居住着因纽特人，是爱斯基摩人的一支，在格陵兰、阿拉斯加能看到他们。身材不高，宽鼻子，头发又黑又直，因纽特人居住得十分分散，在西伯利亚和特肖克彻斯（Tchouktchs）半岛北端，只有几千人。在加拿大，他们主要生活在努纳武特地区，人口约3万多人。世上共有6万多人。
法国传教士将“爱斯基摩人”拼写为（阴性Esquimaude，复数为Esquimaux）。英语则是Eskimo，是我们常用的形式。他们和印第安人一样，只是晚一些从白令海峡来到美洲。因纽特人主要表现出蒙古人种的种族特征，他们是最矮的黄种人。
他们在海岸边安家落户，主要猎捕海鱼（鲨、鳕鱼、鲽鱼、鳟鱼和红点鲑）、海生哺乳類动物（主要是海象、独角鲸和各类鲸）和陆地动物（鸭子、加拿大驯鹿、白熊、麝牛、北极狐和北极熊），一些地方化的种族也捕捉淡水鱼。
捕猎的方法有很多种，虽然步枪取代了传统武器，但鱼叉还是一种有效的补充工具。因纽特人也从事渔业。捕鲸用的皮划艇后来发展为国际流行的体育运动。
捕鱼活动一般是在大浮冰上，更多时候在浮冰下进行，不同的种族用不同捕鱼工具，捕不同类型的鱼：钓鱼钩，渔网，捕鱼篓，鱼叉。因纽特人在北极地区短暂的夏天也从事采摘业，但他们的食谱中还是主要以肉食为主，这种生活环境中，他们主要依靠海豹和加拿大驯鹿生存。也是那些动物的皮毛为因纽特人提供了抵御严寒的衣服。
至于居住形式，传统的是雪砖垒成的圆屋顶的房屋-雪屋。然而，雪屋这个词不仅仅指这种雪砖房屋，而是指各种居住形式，这要依季节而变化：夏天，因纽特人住在兽皮搭成的帐篷里；冬天则住在雪屋，石头屋或泥土块屋子里。
游牧生活也起源于迁移形式，后来发明了狗拉雪橇——美洲印第安人也用这种工具，和海豹皮小艇、独木舟。不同的海豹皮小艇通常是一人操纵的小船，用双短桨划动，加上窄窄的船体，使海豹皮小艇无论是在海上还是在冰上活动起来都十分灵活。在新魁北克犬牙交錯的海湾之中，海豹皮小艇最显神通，然而，在因纽特人和印第安人中，游牧生活方式已经續漸消失，雪地摩托代替了雪橇，营房也大多代替了雪屋。
后来因为气候变化，在十四世纪地球进入小冰期，本来居住在格陵兰岛西边的因纽特人与居住在东边的欧洲大陆殖民者发生冲突，没有武器（格陵兰岛有铁矿，但冶炼铁器需要的木材极其匮乏）和甲胄的欧洲大陆殖民者败于从西边来的因纽特人，同时也因为欧洲大陆的殖民者不愿接受适合新环境的生活方式，拒绝接纳鱼叉和小艇等因纽特人的渔猎技术，在殖民地遗迹中也未发现任何因纽特人文化的物品，作为欧洲生活的象征，殖民者们还饲养着世界上最矮的牛，与此同时，因纽特人所选择的道路尽管可能被后世认为是“文化的衰退”，但认清环境变化并加以灵活对待，最后幸存下来的是后者。

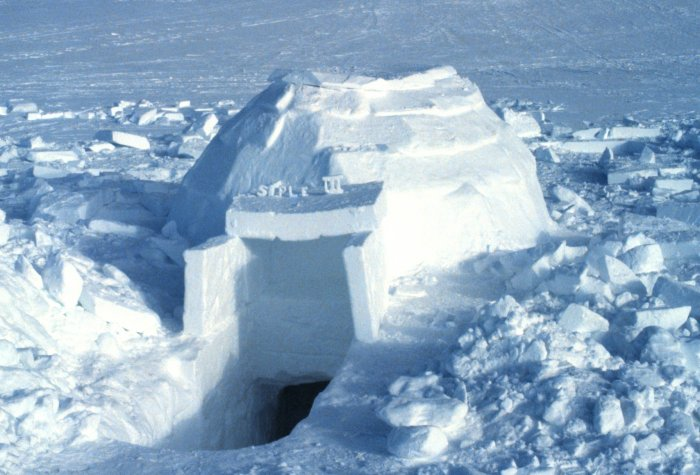
雪屋

## 相册

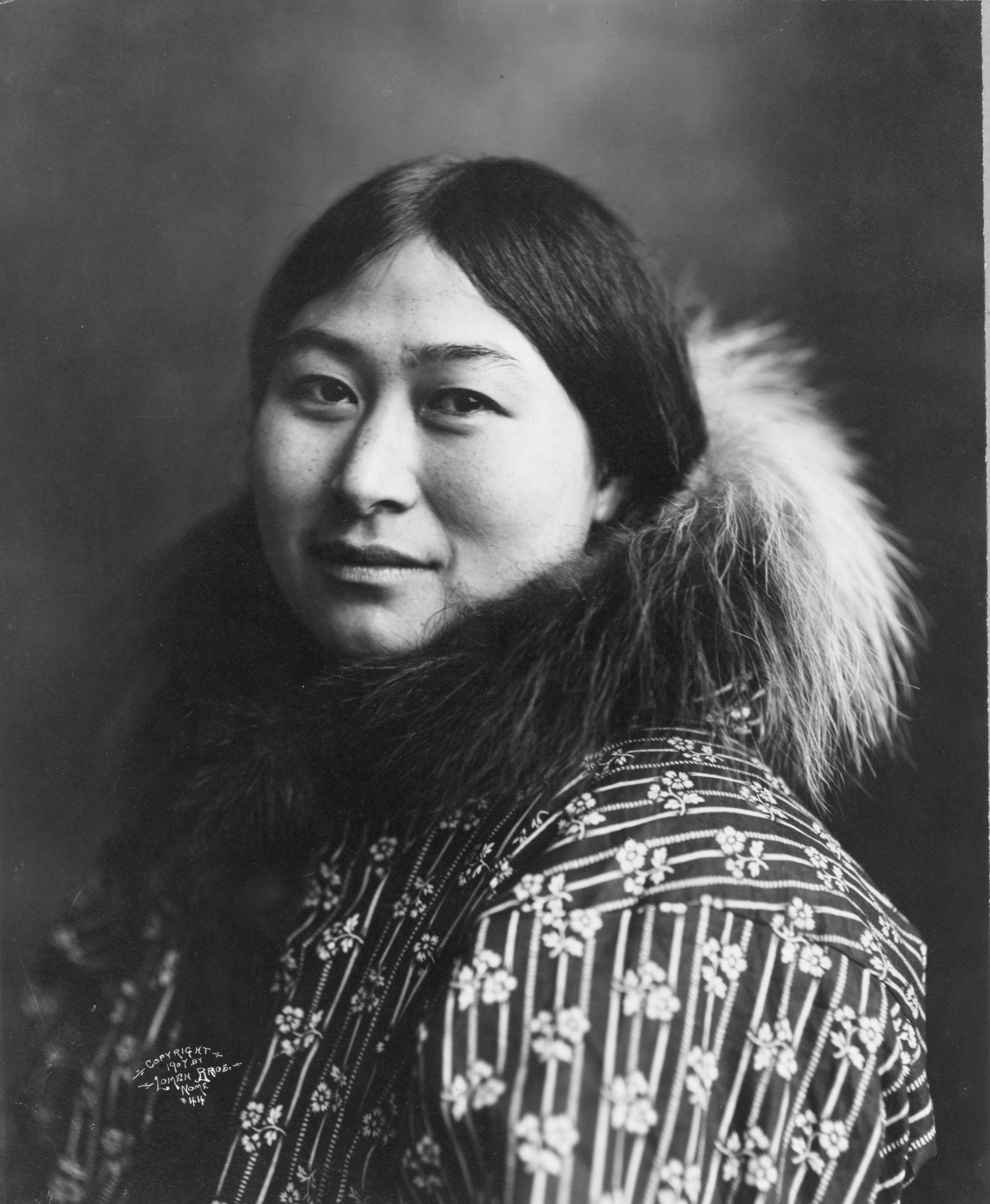
美国阿拉斯加的因纽特妇女，1907年。
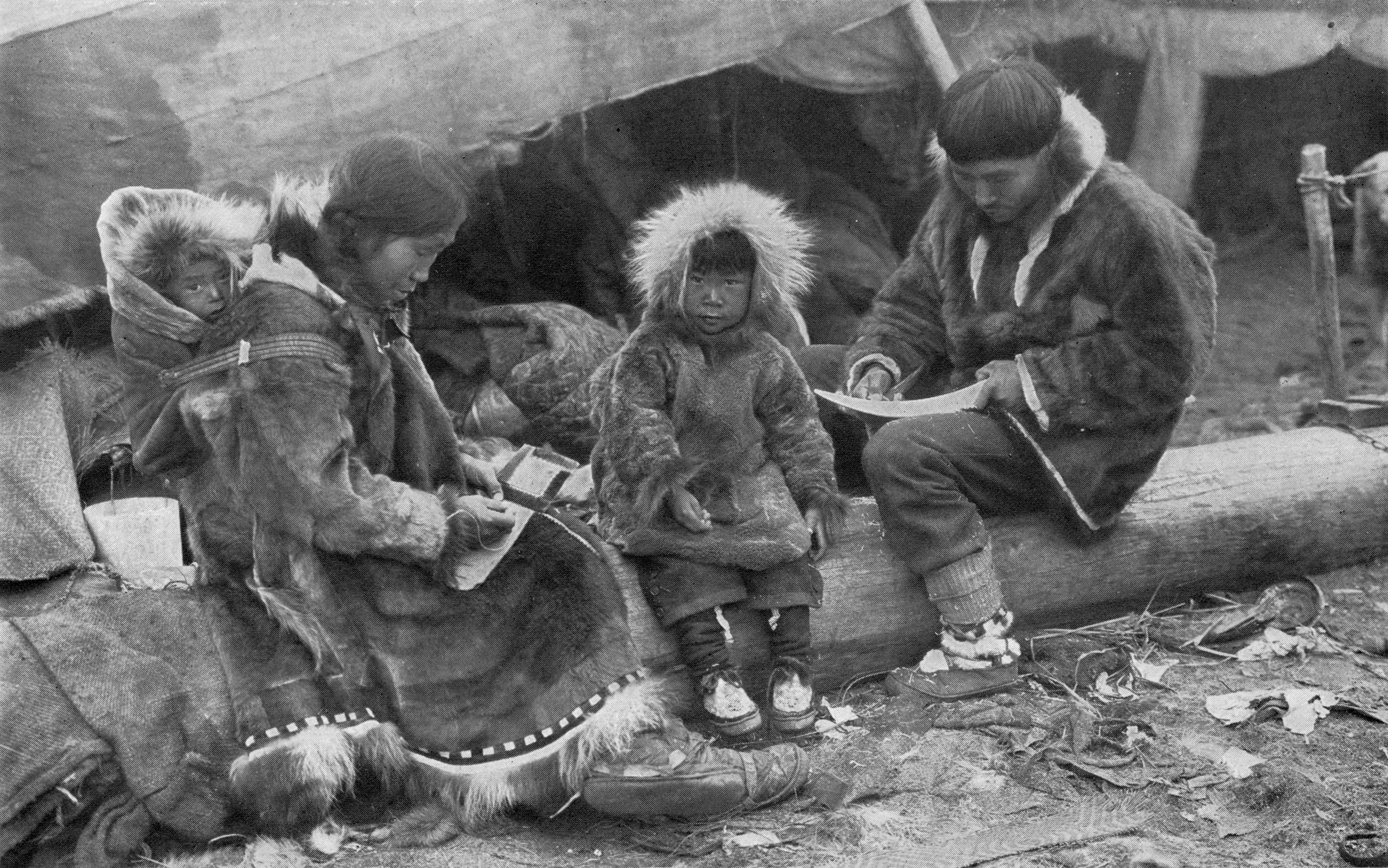
1917年，一个因纽特人家庭。
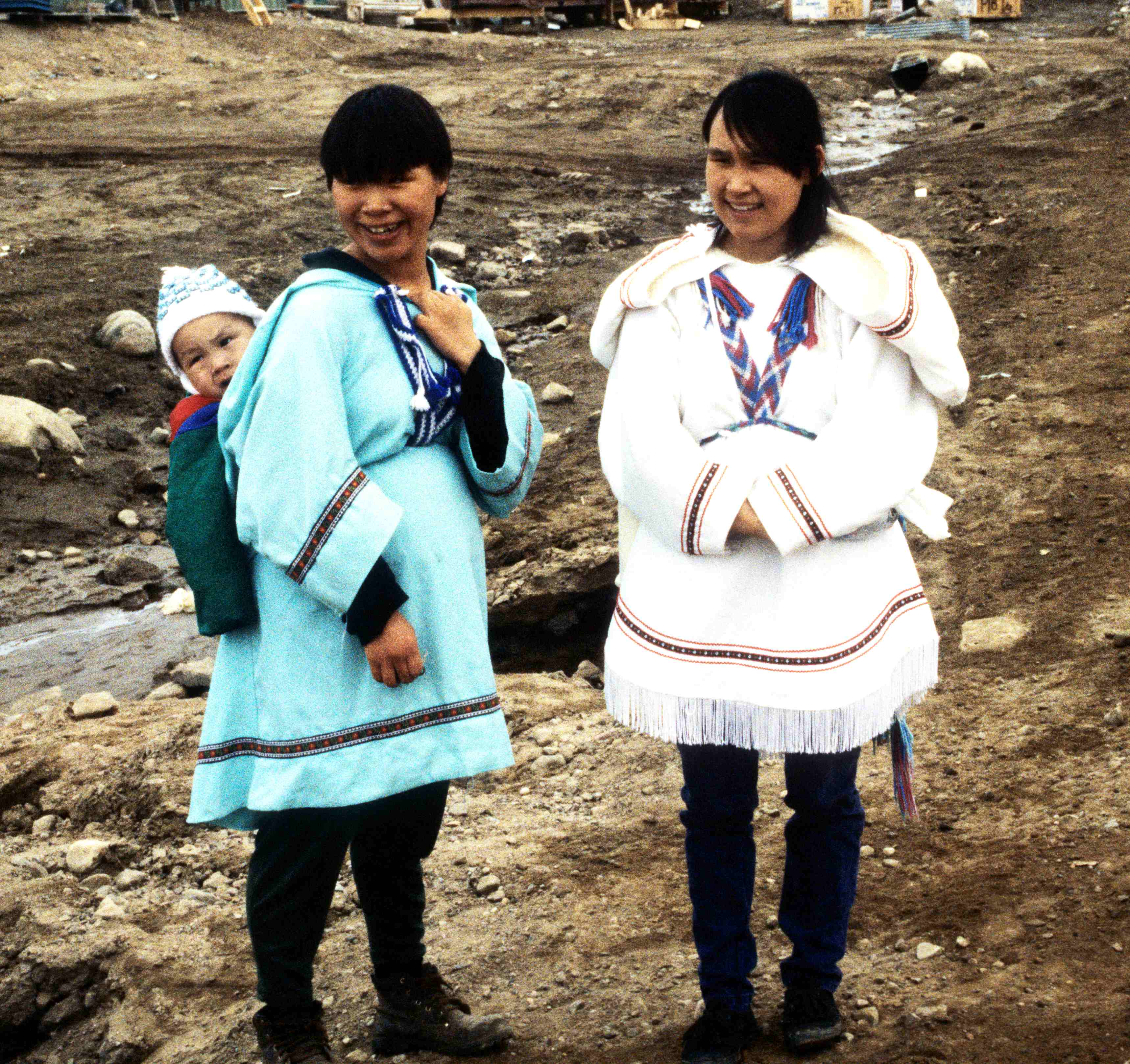
加拿大努纳武特的两个因纽特妇女，拍摄于1995年6月15日。
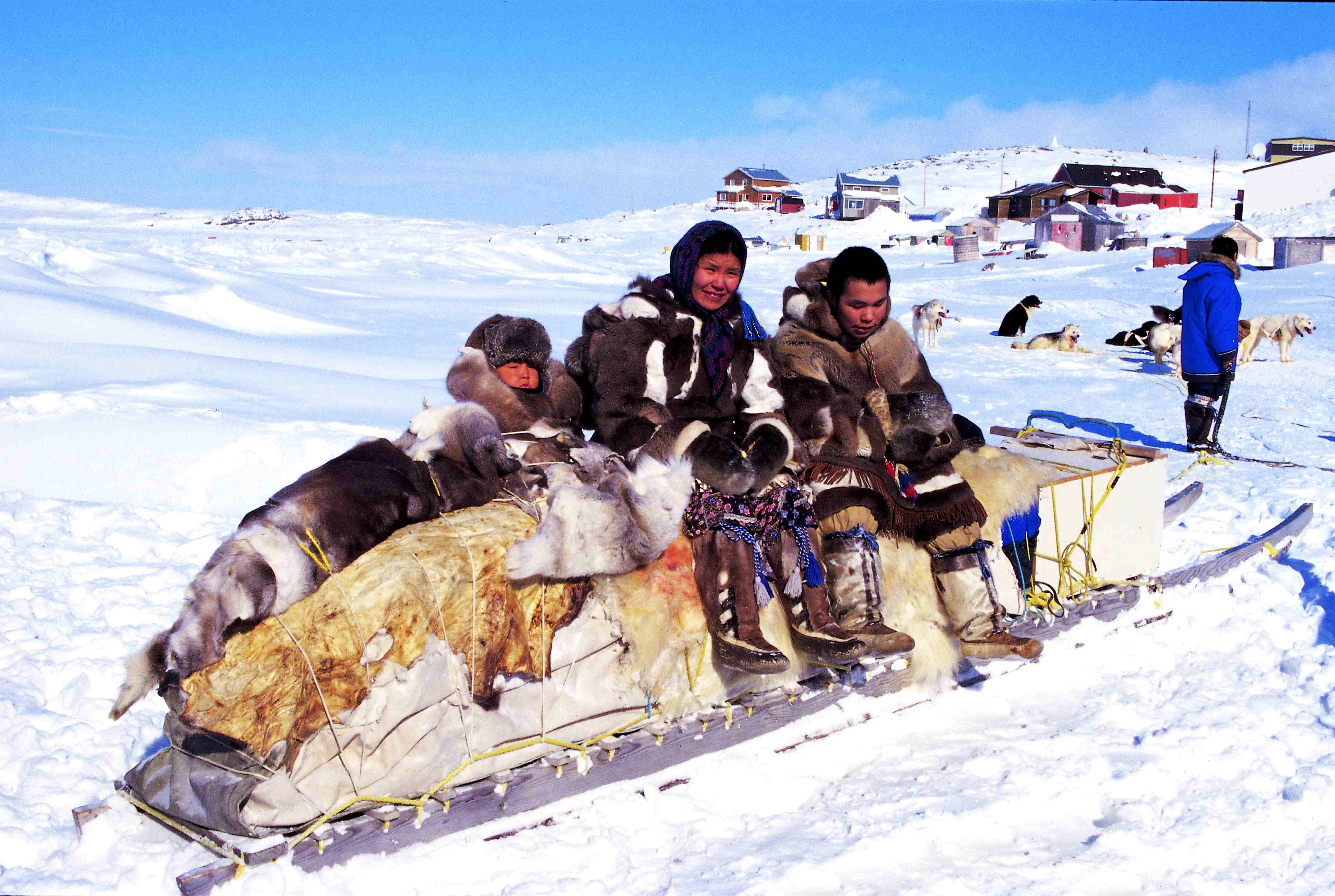
拍摄于1999年4月1日。
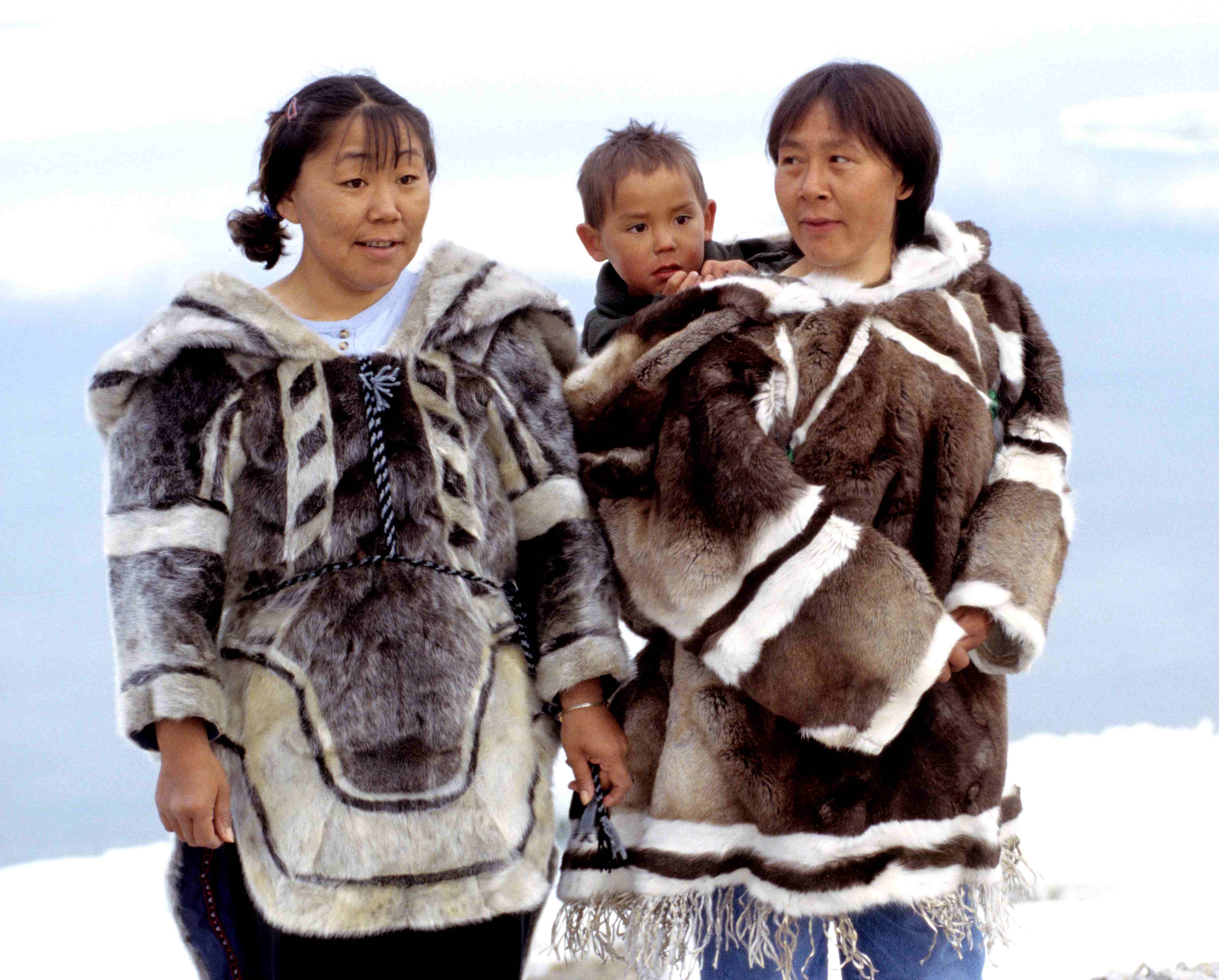
两个因纽特妇女，1999年7月18日。
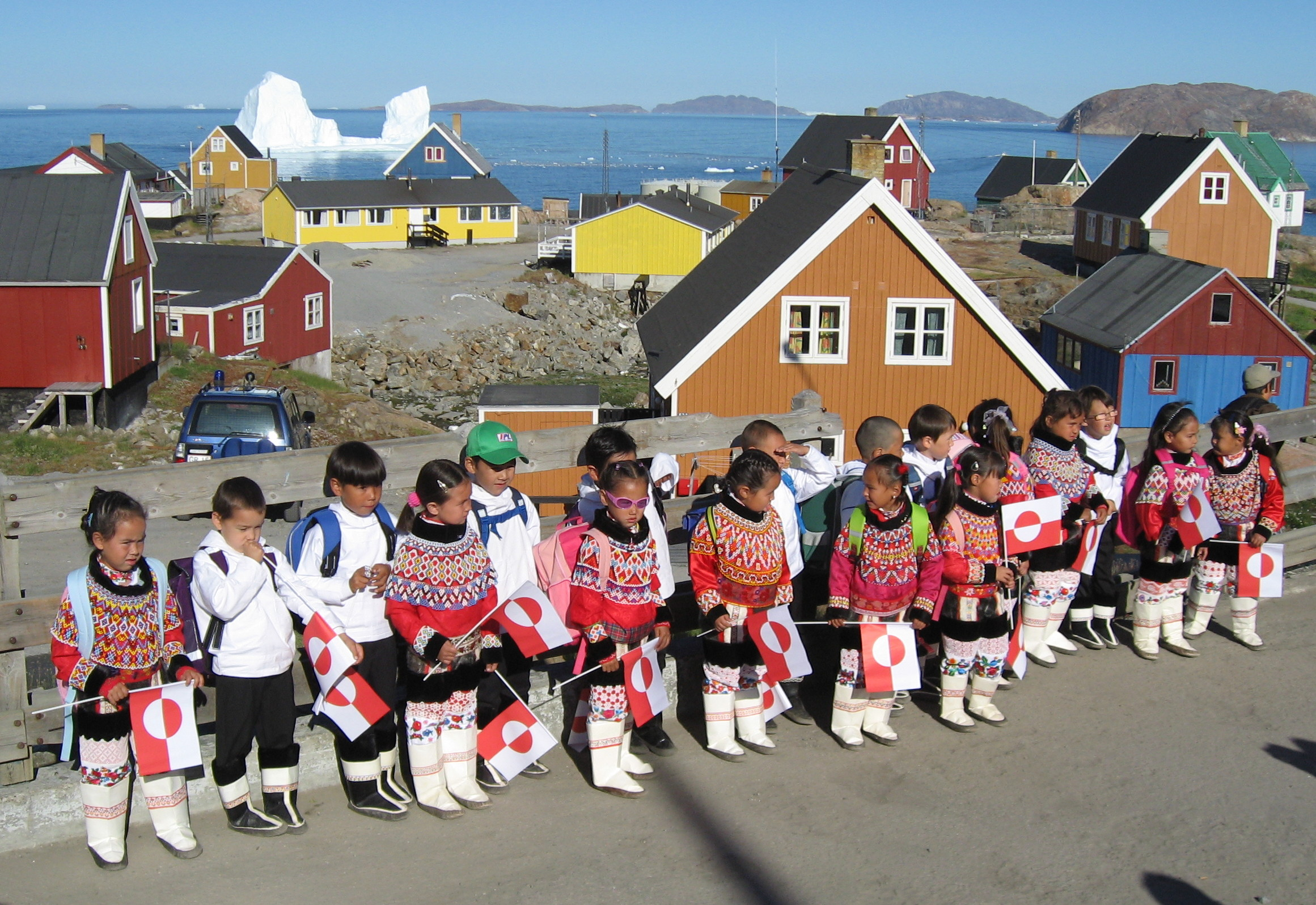
格陵兰乌佩纳维克的小学生在开学第一天穿上传统的服饰上学，2007年8月14日。

## 外部連結
- Inuit Tapirisat of Canada（在加拿大代表因纽特人的團體）
- Religion and demography of the Inuit
- The Inuvialuit（页面存档备份，存于）

## 延伸阅读
- The Eskimos - Ernest S. Burch Jr.
- Top of the World - Hans Ruesch (País de las Sombras Largas in Spanish、ISBN 950-637-164-4)
- Never in Anger - Jean Briggs ISBN 0-674-60828-3

### 短片
- Documentaire 52' de Jean Malaurie "Les derniers Rois de Thule"